# Günter Bergau

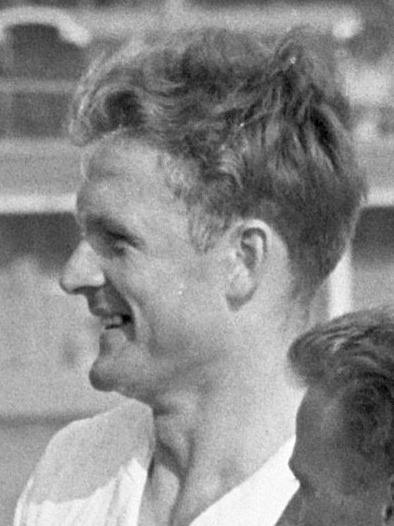
Günter Bergau (1964)

Günter Bergau (* 11. April 1939 in Pillau) ist ein ehemaliger Ruderer aus der DDR, der 1964 einen Europameistertitel gewann.

## Karriere

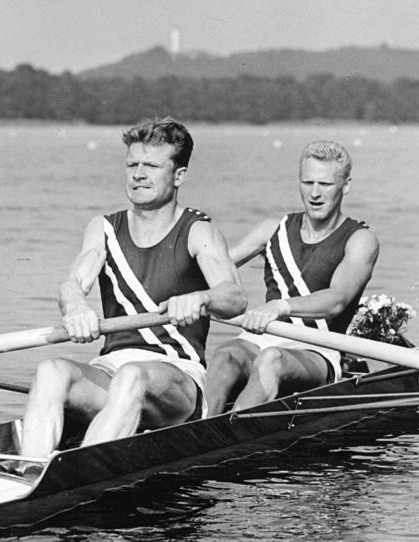
Günter Bergau (links) und Peter Gorny 1964

Der Zweier mit Steuermann vom ASK Vorwärts Rostock mit Günter Bergau, Erhard Schmiedl und Steuermann Johannes Nath belegte 1960 den zweiten Platz bei den DDR-Meisterschaften. Erfolgreicher war Bergau mit Peter Gorny: Zusammen mit Steuermann Bernd Giza (1962) und Steuermann Karl-Heinz Danielowski (ab 1963) gewannen die beiden von 1962 bis 1965 vier DDR-Meistertitel in Folge, 1967 siegten sie zum fünften Mal; 1966 und 1968 belegten Bergau, Gorny und Danielowski den zweiten Platz. Dazwischen gelang ihnen 1965 zusammen mit Günter Roock und Jochen Mietzner auch ein Meisterschaftserfolg im Vierer mit Steuermann.
International gewannen Bergau, Gorny und Danielowski den Europameistertitel im Zweier mit Steuermann 1964 in Amsterdam. Bergau und Gorny erreichten 1967 in Vichy im Zweier ohne Steuermann den zweiten Platz hinter den US-Amerikanern Hough und Johnson. Nur bei Olympischen Spielen blieb Bergau erfolglos. 1964 in Tokio verpasste er mit Gorny und Danielowski ebenso das Olympiafinale wie 1968 in Mexiko-Stadt mit dem DDR-Achter, bei beiden Regatten belegten die Boote mit Bergau den siebten Platz.